# Орлов, Юрий Петрович
Юрий Петрович Орлов (14 октября 1945, Умань, Черкасская область, Украинская ССР — 23 мая 2020, Золотоноша, Черкасская область, Украина) — советский и украинский актёр театра и кино, Заслуженный артист Эстонской ССР (1978).

## Биография
Окончил ГИТИС им. Луначарского.
C 1973 года — актёр Государственного русского драматического театра Эстонской ССР.
В 1979 году, в возрасте 33 лет, у артиста было выявлено психическое расстройство (шизофрения), и он был помещён в интернат. С начала 1990-х жил в психоневрологическом интернате в городе Золотоноша на Украине.
В 2004 году появился в документальном фильме из цикла «Острова» на телеканале Культура, посвящённом его коллеге и бывшей возлюбленной, актрисе Валентине Талызиной. В фильме Талызина навещает Орлова в интернате.
27 ноября 2013 года принял участие в ток-шоу «Пусть говорят» на Первом канале, где встретился со своим сыном, внуком и бывшими коллегами по кино.
Умер 23 мая 2020 года в золотоношском психоневрологическом интернате, похоронен рядом с интернатом.

## Семья
Был женат, супруга Орлова Светлана Николаевна (1946−2003) — советская актриса. Сын Денис, внук Георгий.

## Награды
- 1975 — Премия Театрального союза Эстонской ССР за роль Роберта Джордана в постановке по роману Эрнеста Хемингуэя «По ком звонит колокол» (Государственный русский драматический театр Эстонской ССР)[7].
- 1978 — Заслуженный артист Эстонской ССР.

## Фильмография
- 1967 — Непоседы — эпизод
- 1970 — Белорусский вокзал — Володя Матвеев
- 1970 — Город первой любви (киноальманах) — Семён
- 1971, 1973 — Тени исчезают в полдень — Андрей Лукин
- 1972 — Иванов катер — Сергей Павлович Прасолов
- 1974 — Контрабанда — Лыткин, контрабандист
- 1974 — Следую своим курсом — Алексей Гонтарев, капитан эсминца «Дерзкий»
- 1975 — Иван и Коломбина
- 1976 — Возвращение — врач
- 1977 — Гарантирую жизнь - Афанасьев, полковник
- 1977 — Рождённая революцией (Последняя встреча)
- 1977 — Три весёлые смены
- 1978 — Где ты был, Одиссей? — сотрудник гестапо
- 1979 — Забудьте слово «смерть» — эпизод